# Saint-Pantaléon (Vaucluse)
Saint-Pantaléon település Franciaországban, Vaucluse megyében. Lakosainak száma 207 fő (2022. január 1.). Saint-Pantaléon Gordes és Goult községekkel határos.

## Népesség
A település népessége az elmúlt években az alábbi módon változott:
| Lakosok száma | 208  | 222  | 214  | 200  | 189  | 189  | 194  | 191  | 207  |
|               | 2013 | 2015 | 2016 | 2017 | 2018 | 2019 | 2020 | 2021 | 2022 |